# Danh sách xã thuộc tỉnh Quảng Ngãi
Tính đến ngày 1 tháng 1 năm 2025, tỉnh Quảng Ngãi có 170 đơn vị hành chính cấp xã, trong đó có 144 xã.
Dưới đây là danh các xã thuộc tỉnh Quảng Ngãi hiện nay.
| Xã            | Trực thuộc           | Diện tích (km²) | Dân số (người) | Mật độ dân số (người/km²) | Thành lập |
| ------------- | -------------------- | --------------- | -------------- | ------------------------- | --------- |
| An Phú        | Thành phố Quảng Ngãi | 7,54            |                |                           | 2024      |
| Ba Bích       | Huyện Ba Tơ          |                 |                |                           |           |
| Ba Cung       | Huyện Ba Tơ          |                 |                |                           |           |
| Ba Dinh       | Huyện Ba Tơ          |                 |                |                           |           |
| Ba Điền       | Huyện Ba Tơ          |                 |                |                           |           |
| Ba Động       | Huyện Ba Tơ          |                 |                |                           |           |
| Ba Giang      | Huyện Ba Tơ          |                 |                |                           |           |
| Ba Khâm       | Huyện Ba Tơ          |                 |                |                           |           |
| Ba Lế         | Huyện Ba Tơ          |                 |                |                           |           |
| Ba Liên       | Huyện Ba Tơ          |                 |                |                           |           |
| Ba Nam        | Huyện Ba Tơ          |                 |                |                           |           |
| Ba Ngạc       | Huyện Ba Tơ          |                 |                |                           |           |
| Ba Thành      | Huyện Ba Tơ          |                 |                |                           |           |
| Ba Tiêu       | Huyện Ba Tơ          |                 |                |                           |           |
| Ba Tô         | Huyện Ba Tơ          |                 |                |                           |           |
| Ba Trang      | Huyện Ba Tơ          |                 |                |                           |           |
| Ba Vì         | Huyện Ba Tơ          |                 |                |                           |           |
| Ba Vinh       | Huyện Ba Tơ          |                 |                |                           |           |
| Ba Xa         | Huyện Ba Tơ          |                 |                |                           |           |
| Bình An       | Huyện Bình Sơn       |                 |                |                           |           |
| Bình Chánh    | Huyện Bình Sơn       |                 |                |                           |           |
| Bình Châu     | Huyện Bình Sơn       |                 |                |                           |           |
| Bình Chương   | Huyện Bình Sơn       |                 |                |                           |           |
| Bình Dương    | Huyện Bình Sơn       |                 |                |                           |           |
| Bình Đông     | Huyện Bình Sơn       |                 |                |                           |           |
| Bình Hải      | Huyện Bình Sơn       |                 |                |                           |           |
| Bình Hiệp     | Huyện Bình Sơn       |                 |                |                           |           |
| Bình Hòa      | Huyện Bình Sơn       |                 |                |                           |           |
| Bình Khương   | Huyện Bình Sơn       |                 |                |                           |           |
| Bình Long     | Huyện Bình Sơn       |                 |                |                           |           |
| Bình Minh     | Huyện Bình Sơn       |                 |                |                           |           |
| Bình Mỹ       | Huyện Bình Sơn       |                 |                |                           |           |
| Bình Nguyên   | Huyện Bình Sơn       |                 |                |                           |           |
| Bình Phước    | Huyện Bình Sơn       |                 |                |                           |           |
| Bình Tân Phú  | Huyện Bình Sơn       |                 |                |                           |           |
| Bình Thanh    | Huyện Bình Sơn       |                 |                |                           |           |
| Bình Thạnh    | Huyện Bình Sơn       | 527,359         |                |                           |           |
| Bình Thuận    | Huyện Bình Sơn       |                 |                |                           |           |
| Bình Trị      | Huyện Bình Sơn       |                 |                |                           |           |
| Bình Trung    | Huyện Bình Sơn       |                 |                |                           |           |
| Đức Chánh     | Huyện Mộ Đức         |                 |                |                           |           |
| Đức Hiệp      | Huyện Mộ Đức         |                 |                |                           |           |
| Đức Hòa       | Huyện Mộ Đức         |                 |                |                           |           |
| Đức Lân       | Huyện Mộ Đức         |                 |                |                           |           |
| Đức Minh      | Huyện Mộ Đức         |                 |                |                           |           |
| Đức Nhuận     | Huyện Mộ Đức         |                 |                |                           |           |
| Đức Phong     | Huyện Mộ Đức         |                 |                |                           |           |
| Đức Phú       | Huyện Mộ Đức         |                 |                |                           |           |
| Đức Tân       | Huyện Mộ Đức         |                 |                |                           |           |
| Đức Thạnh     | Huyện Mộ Đức         |                 |                |                           |           |
| Hành Dũng     | Huyện Nghĩa Hành     |                 |                |                           |           |
| Hành Đức      | Huyện Nghĩa Hành     |                 |                |                           |           |
| Hành Minh     | Huyện Nghĩa Hành     |                 |                |                           |           |
| Hành Nhân     | Huyện Nghĩa Hành     |                 |                |                           |           |
| Hành Phước    | Huyện Nghĩa Hành     |                 |                |                           |           |
| Hành Thiện    | Huyện Nghĩa Hành     |                 |                |                           |           |
| Hành Thịnh    | Huyện Nghĩa Hành     |                 |                |                           |           |
| Hành Thuận    | Huyện Nghĩa Hành     |                 |                |                           |           |
| Hành Tín Đông | Huyện Nghĩa Hành     |                 |                |                           |           |
| Hành Tín Tây  | Huyện Nghĩa Hành     |                 |                |                           |           |
| Hành Trung    | Huyện Nghĩa Hành     |                 |                |                           |           |
| Hương Trà     | Huyện Trà Bồng       |                 |                |                           |           |
| Long Hiệp     | Huyện Minh Long      |                 |                |                           |           |
| Long Mai      | Huyện Minh Long      |                 |                |                           |           |
| Long Môn      | Huyện Minh Long      |                 |                |                           |           |
| Long Sơn      | Huyện Minh Long      |                 |                |                           |           |
| Nghĩa Dõng    | Thành phố Quảng Ngãi | 6,17            |                |                           |           |
| Nghĩa Dũng    | Thành phố Quảng Ngãi | 6,12            |                |                           |           |
| Nghĩa Điền    | Huyện Tư Nghĩa       |                 |                |                           |           |
| Nghĩa Hà      | Thành phố Quảng Ngãi | 14,67           |                |                           |           |
| Nghĩa Hiệp    | Huyện Tư Nghĩa       |                 |                |                           |           |
| Nghĩa Hòa     | Huyện Tư Nghĩa       |                 |                |                           |           |
| Nghĩa Kỳ      | Huyện Tư Nghĩa       |                 |                |                           |           |
| Nghĩa Lâm     | Huyện Tư Nghĩa       |                 |                |                           |           |
| Nghĩa Phương  | Huyện Tư Nghĩa       |                 |                |                           |           |
| Nghĩa Sơn     | Huyện Tư Nghĩa       |                 |                |                           |           |
| Nghĩa Thắng   | Huyện Tư Nghĩa       |                 |                |                           |           |
| Nghĩa Thuận   | Huyện Tư Nghĩa       |                 |                |                           |           |
| Nghĩa Thương  | Huyện Tư Nghĩa       |                 |                |                           |           |
| Nghĩa Trung   | Huyện Tư Nghĩa       |                 |                |                           |           |
| Phổ An        | Thị xã Đức Phổ       | 18,62           |                |                           |           |
| Phổ Châu      | Thị xã Đức Phổ       | 19,85           |                |                           |           |
| Phổ Cường     | Thị xã Đức Phổ       | 48,50           |                |                           |           |
| Phổ Khánh     | Thị xã Đức Phổ       | 55,60           |                |                           |           |
| Phổ Nhơn      | Thị xã Đức Phổ       | 40,00           |                |                           |           |
| Phổ Phong     | Thị xã Đức Phổ       | 54,07           |                |                           |           |
| Phổ Thuận     | Thị xã Đức Phổ       | 14,62           |                |                           |           |
| Sơn Ba        | Huyện Sơn Hà         |                 |                |                           |           |
| Sơn Bao       | Huyện Sơn Hà         |                 |                |                           |           |
| Sơn Bua       | Huyện Sơn Tây        |                 |                |                           |           |
| Sơn Cao       | Huyện Sơn Hà         |                 |                |                           |           |
| Sơn Dung      | Huyện Sơn Tây        |                 |                |                           |           |
| Sơn Giang     | Huyện Sơn Hà         |                 |                |                           |           |
| Sơn Hạ        | Huyện Sơn Hà         |                 |                |                           |           |
| Sơn Hải       | Huyện Sơn Hà         |                 |                |                           |           |
| Sơn Kỳ        | Huyện Sơn Hà         |                 |                |                           |           |
| Sơn Lập       | Huyện Sơn Tây        |                 |                |                           |           |
| Sơn Liên      | Huyện Sơn Tây        |                 |                |                           |           |
| Sơn Linh      | Huyện Sơn Hà         |                 |                |                           |           |
| Sơn Long      | Huyện Sơn Tây        |                 |                |                           |           |
| Sơn Màu       | Huyện Sơn Tây        |                 |                |                           |           |
| Sơn Mùa       | Huyện Sơn Tây        |                 |                |                           |           |
| Sơn Nham      | Huyện Sơn Hà         |                 |                |                           |           |
| Sơn Tân       | Huyện Sơn Tây        |                 |                |                           |           |
| Sơn Thành     | Huyện Sơn Hà         |                 |                |                           |           |
| Sơn Thủy      | Huyện Sơn Hà         |                 |                |                           |           |
| Sơn Thượng    | Huyện Sơn Hà         |                 |                |                           |           |
| Sơn Tinh      | Huyện Sơn Tây        |                 |                |                           |           |
| Sơn Trà       | Huyện Trà Bồng       |                 |                |                           |           |
| Sơn Trung     | Huyện Sơn Hà         |                 |                |                           |           |
| Thanh An      | Huyện Minh Long      |                 |                |                           |           |
| Thắng Lợi     | Huyện Mộ Đức         |                 |                |                           |           |
| Tịnh An       | Thành phố Quảng Ngãi | 8,87            |                |                           |           |
| Tịnh Ấn Đông  | Thành phố Quảng Ngãi | 10,12           |                |                           |           |
| Tịnh Ấn Tây   | Thành phố Quảng Ngãi | 7,03            |                |                           |           |
| Tịnh Bắc      | Huyện Sơn Tịnh       |                 |                |                           |           |
| Tịnh Bình     | Huyện Sơn Tịnh       |                 |                |                           |           |
| Tịnh Châu     | Thành phố Quảng Ngãi | 6,31            |                |                           |           |
| Tịnh Đông     | Huyện Sơn Tịnh       |                 |                |                           |           |
| Tịnh Giang    | Huyện Sơn Tịnh       |                 |                |                           |           |
| Tịnh Hiệp     | Huyện Sơn Tịnh       |                 |                |                           |           |
| Tịnh Hòa      | Thành phố Quảng Ngãi | 17,72           |                |                           |           |
| Tịnh Khê      | Thành phố Quảng Ngãi | 15,62           |                |                           |           |
| Tịnh Kỳ       | Thành phố Quảng Ngãi | 3,41            |                |                           |           |
| Tịnh Long     | Thành phố Quảng Ngãi | 7,45            |                |                           |           |
| Tịnh Minh     | Huyện Sơn Tịnh       |                 |                |                           |           |
| Tịnh Phong    | Huyện Sơn Tịnh       |                 |                |                           |           |
| Tịnh Sơn      | Huyện Sơn Tịnh       |                 |                |                           |           |
| Tịnh Thiện    | Thành phố Quảng Ngãi | 11,92           |                |                           |           |
| Tịnh Thọ      | Huyện Sơn Tịnh       |                 |                |                           |           |
| Tịnh Trà      | Huyện Sơn Tịnh       |                 |                |                           |           |
| Trà Bình      | Huyện Trà Bồng       |                 |                |                           |           |
| Trà Bùi       | Huyện Trà Bồng       |                 |                |                           |           |
| Trà Giang     | Huyện Trà Bồng       |                 |                |                           |           |
| Trà Hiệp      | Huyện Trà Bồng       |                 |                |                           |           |
| Trà Lâm       | Huyện Trà Bồng       |                 |                |                           |           |
| Trà Phong     | Huyện Trà Bồng       |                 |                |                           |           |
| Trà Phú       | Huyện Trà Bồng       |                 |                |                           |           |
| Trà Sơn       | Huyện Trà Bồng       |                 |                |                           |           |
| Trà Tân       | Huyện Trà Bồng       |                 |                |                           |           |
| Trà Tây       | Huyện Trà Bồng       |                 |                |                           |           |
| Trà Thanh     | Huyện Trà Bồng       |                 |                |                           |           |
| Trà Thủy      | Huyện Trà Bồng       |                 |                |                           |           |
| Trà Xinh      | Huyện Trà Bồng       |                 |                |                           |           |